# Jacques-Guillaume Van Blarenberghe

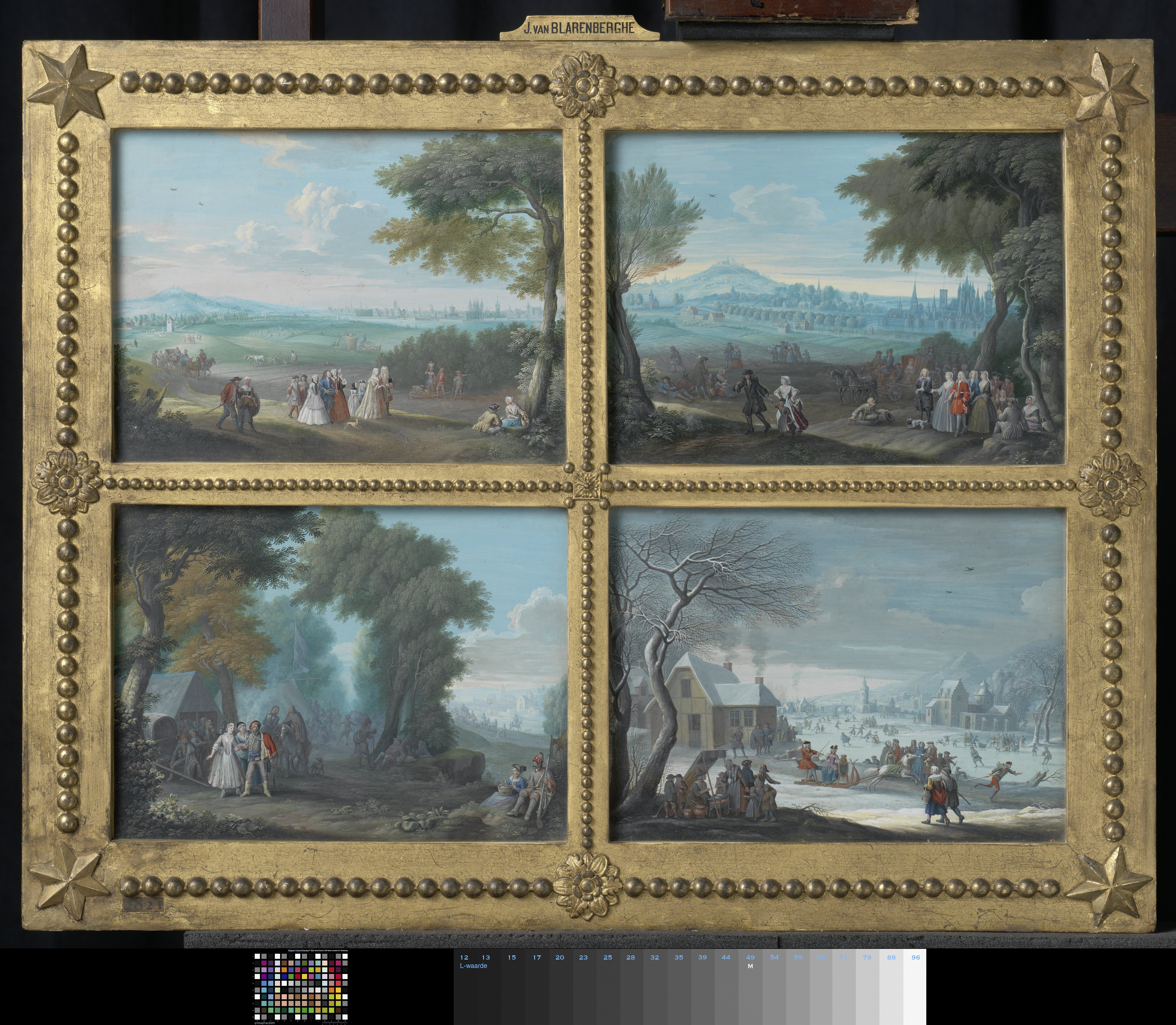
Jacques-Guillaume Van Blarenberghe, Quattro stagioni, 1735-1745, Rijksmuseum (Amsterdam)

Jacques-Guillaume Van Blarenberghe (Lilla, 23 gennaio 1691 – Lilla, 1º maggio 1742) è stato un pittore francese.

## Biografia
Era un figlio d'arte, poiché suo padre era il pittore Hendrick Van Blarenberghe (1646-1712), il cui stile era profondamente influenzato dal barocco fiammingo. Suo figlio Louis-Nicolas, anch'egli pittore, è considerato il più dotato della dinastia dei Van Blarenberghe, che comprende Joris Van Blarenberghe (1612-1670), Henri Désiré Van Blarenberghe (1734-1812), Henri-Joseph Van Blarenberghe,  figlio e collaboratore di Louis-Nicolas ed infine Diane-Hélène Van Blarenberghe (1786-1853).
Jacques-Guillaume si formò nella bottega paterna. Suo capolavoro sono le "Quattro stagioni", rappresentate in quattro pannelli, di uguale misura, ognuno con paesaggio differente e animato, realizzato guazzo. Toni dominanti sono le variazioni dell'azzurro e del grigio. Grande attenzione all'abbigliamento, alla composizione della scena, all'equilibrio tra atmosfera della natura e vita all'aperto delle persone ritratte. Il paesaggio non è quindi fine a se stesso, ma assume la valenza simbolica di armonia fra uomo e natura.
Oltre a paesaggi, Jacques-Guillaume Van Blarenberghe ha dipinto marine, feste popolari, figure di aritocratici e scene di genere. Il suo stile è debitore della grande stagione della pittura fiamminga, ma avvertita con un po' di leggerezza, con un tocco di ironia tutta francese.